# November Girl
November Girl — студийный альбом американской певицы Кармен Макрей, записанный при участии биг-бэнда Кенни Кларка и Фрэнси Боланда в 1970 году в Лондоне. Альбом был выпущен только в 1975 году в Великобритании лейблом Black Lion Records.

## Отзывы критиков
| Оценки критиков                     | Оценки критиков |
| Источник                            | Оценка          |
| ----------------------------------- | --------------- |
| AllMusic                            | [ 2 ]           |
| The Rolling Stone Jazz Record Guide | [ 3 ]           |

Кен Драйден из AllMusic в своей рецензии пишет: «Биг-бэнд Кенни Кларка — Фрэнси Боланда не слишком часто записывался с вокалистками, поэтому встреча с Кармен Макрей имела большой потенциал. Макрей, вероятно, впервые увидела большинство этих песен на сессиях записи, поскольку почти все они являются оригинальными, написанными участниками группы. Она играет и делает всё возможное, но несколько треков сильно устарели из-за того, что Боланд настаивает на использовании низкопробного электрического пианино, тогда как без пианино вообще на этих выступлениях звучало бы намного лучше. Голос Макрей также подвержен чрезмерной реверберации в „November Girl“, что отвлекает от того, что в остальном является прекрасным усилием. Группа в отличной форме, с несколькими сильными соло и отличной работой в секциях. Это хорошая сессия, которая могла бы быть намного лучше без дрянной электроники». В рецензии журнала Cash Box отметили плавные и зажигательные аранжировки Боланда и энергичность Макрей.

## Список композиций
1. «November Girl» (Джимми Вуди, Фрэнси Боланд) — 4:36
2. «Just Give Me Time» (Фрэнси Боланд) — 2:22
3. «'Tis Autumn» (Генри Немо) — 4:24
4. «A Handful of Soul» (Душко Гойкович, Джимми Вуди) — 4:09
5. «Dear Death» (Джимми Вуди) — 4:18
6. «I Don’t Want Nothing from Nobody» (Джимми Вуди, Кенни Кларк) — 4:25
7. «You’re Getting to Be a Habit with Me» (Гарри Уоррен, Эл Дубин) — 4:05
8. «My Kind of World» (Джимми Вуди) — 3:13
9. «This Could Be the Start of Something Big» (Стив Аллен) — 2:36 (бонус-трек переиздания)

## Участники записи
- Кармен Макрей — вокал
- Фрэнси Боланд[англ.] — фортепиано, электропианино, аранжировка
- Кенни Кларк — барабаны
- Бенни Бейли[англ.], Арт Фармер[англ.], Душко Гойкович[англ.], Идрис Сулиман — труба
- Нэт Пек[англ.], Оке Перссон[англ.], Эрик ван Лир — тромбон
- Тони Коу[англ.], Дерек Хамбл[англ.], Билли Митчелл[англ.], Ронни Скотт[англ.], Сахиб Шихаб — духовые
- Джимми Вуди[англ.] — контрабас
- Кенни Клэр[англ.] — барабаны
- Диззи Гиллеспи — малый барабан (трек 2)